# Mary Elizabeth Mastrantonio
Mary Elizabeth Mastrantonio, född 17 november 1958 i Lombard, Illinois, är en amerikansk skådespelare.
Hon har bland annat varit med i filmen Scarface (1983).

## Filmografi (urval)
- 1983 – Scarface
- 1986 – The Color of Money – revanschen
- 1989 – Januarimannen
- 1989 – Avgrunden
- 1991 – Robin Hood: Prince of Thieves
- 1992 – Het sand
- 1992 – Lek till döds
- 1995 – Tre önskningar
- 2000 – Den perfekta stormen
- 2015 – Limitless (TV-serie)

## Teater

### Roller
| År   | Roll                      | Produktion            | Regi       | Teater                            |
| ---- | ------------------------- | --------------------- | ---------- | --------------------------------- |
| 1982 | Caterina Cavalieri Wienbo | Amadeus Peter Shaffer | Peter Hall | Broadhurst Theatre, New York, USA |